# Мята душистая
Мя́та души́стая (круглоли́стная, яблочная, шерстистая; лат. Méntha suaveólens) — многолетнее травянистое растение, обладающее сильным ароматом, вид рода Мята (Mentha) семейства Яснотковые (Lamiaceae). 

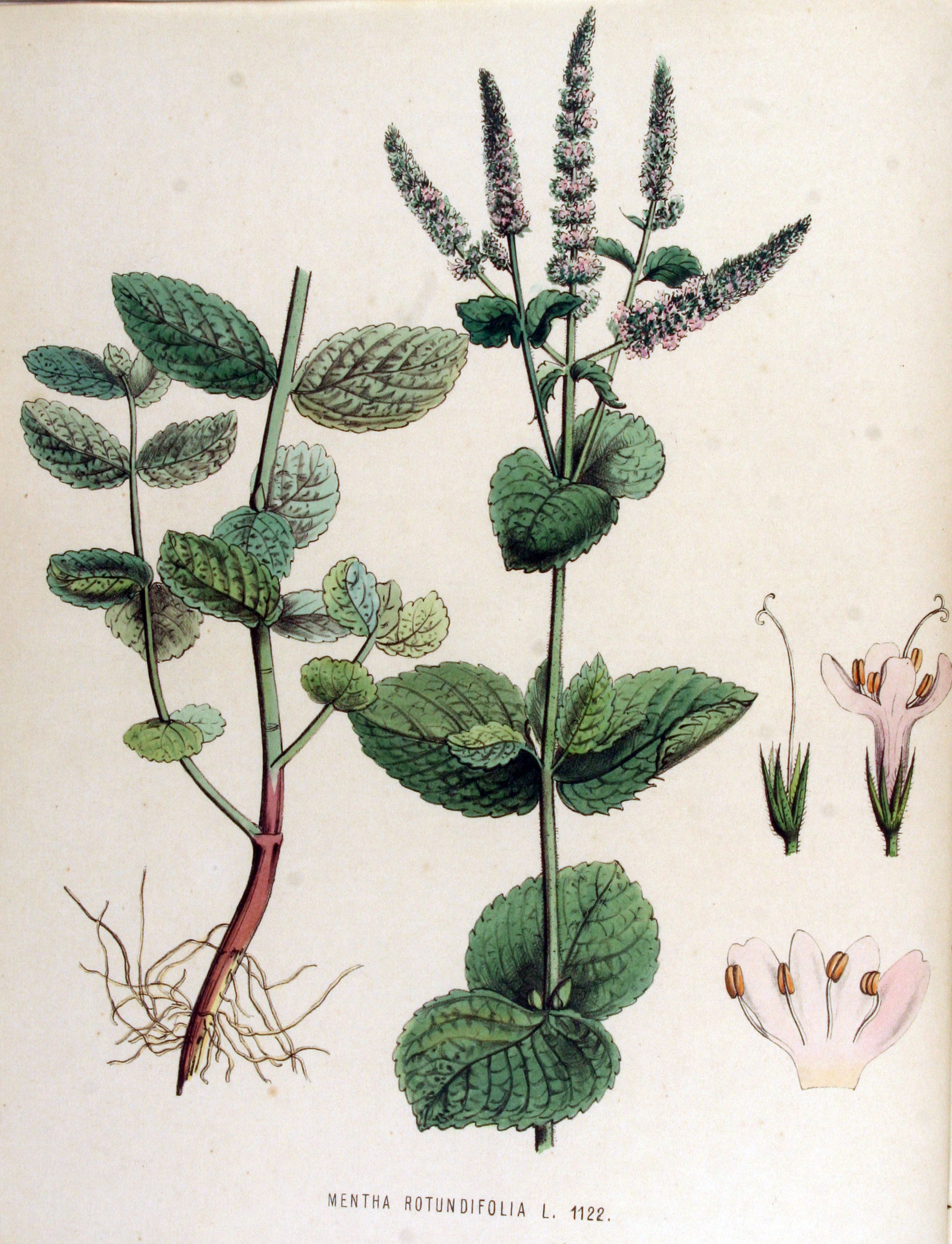
Ботаническая иллюстрация Жана Копса из книги Flora Batava. Vol. 15, 1877

Распространено в Европе, средиземноморском регионе и Малой Азии, часто культивируется как декоративное или лекарственное растение. Предпочитает расселяться в солнечных местах с умеренной влажностью.
Растение может достигать 1 м, хотя обычно образует компактный куст высотой около 30—40 см. Корневище располагается горизонтально на небольшой глубине. 
Листья небольшие яйцевидной формы, насыщенного зелёного цвета, листовая пластинка морщинистая со светлой каймой и мягким опушением. 
Цветёт мелкими белыми ароматными цветками, образующими кистевидные соцветия.
Растение может использоваться в медицинских целях. Душистые свойства растения находят применение в кулинарии.

## Химический состав
Надземная часть растения содержит 0,07-0,22% эфирного масла на сырую массу, главными составляющими которого являются линалоол (в зависимости от стадии роста до 70%) и линалилацетат (до 25%), что обуславливает фруктово-цветочный аромат данного вида мяты.

Подвиды
- Mentha suaveolens subsp. suaveolens
- Mentha suaveolens subsp. insularis (Req. ex Gren. & Godr.) Greuter
  - [syn.  Mentha insularis Req.]
- Mentha suaveolens subsp. timija (Coss. ex Briq.) Harley
  - [syn.  Mentha timija Briq.]